# آوره‌کور
آوره‌کور (به فرانسوی: Avrecourt) یک کمون در فرانسه است که در canton of Val-de-Meuse واقع شده‌است. آوره‌کور ۱۰٫۱ کیلومتر مربع مساحت دارد.